# Вонхоцк
Во̀нхоцк (на полски: Wąchock) е град в Югоизточна Полша, разположен в Стараховишки окръг, Швентокшиско войводство. Административен център е на градско-селската Вонхошка община. Заема площ от 16,02 км2.

## География
Градът се намира в историческия регион Малополша. Разположен е край двата бряга на река Каменна, ляв приток на Висла. Отстои на 6 километра западно от окръжния център Стараховице, на 53 километра южно от Радом и на 12 километра източно от Скаржиско-Каменна.

## История
Селището получава градски права през 1454 г. от крал Кажимеж IV Ягелончик.
В периода (1975 - 1998) е част от Келецкото войводство.

## Население
Населението на града възлиза на 2744 души (2011 г.). Гъстотата е 171,29 души/км2.